# صنایع نظامی عربستان سعودی
صنایع نظامی عربستان سعودی (انگلیسی: Saudi Arabian Military Industries) شرکت دولتی صنایع جنگ‌افزاری عربستانی است، که در سال ۲۰۱۷ تأسیس شد.